# Siempre Rebelde
Siempre Rebelde é um box set do grupo de música pop mexicana RBD, lançado em 27 de novembro de 2020, pela gravadora Universal Music. O box incluí 9 álbuns de estúdio, sendo cinco em espanhol, três em português e um em inglês, totalizando 111 faixas em nove CDs, que foram lançados entre 2004 e 2009.
O lançamento foi propício para o retorno dos álbuns do grupo as plataformas digitais. Para celebrá-los fariam um show virtual intitulado Ser O Parecer: The Global Virtual Union com apenas 4 dos 6 integrantes do grupo. Nessa época fazia 12 anos que o grupo havia se separado, seu último álbum a ser lançado foi o álbum de vídeo Tournée do Adeus, de 2009.
Em entrevistas afirmaram que não estavam retornando com o grupo, apenas marcaram um show como forma de celebrar a trajetória do grupo.
Os álbuns que compõem a box são: Rebelde (2004), Nuestro Amor (2005), Rebelde: Edição Português (2005), Nosso Amor Rebelde (2006), Celestial (2006), Celestial: Versão Brasil (2006), Rebels (2006), Empezar Desde Cero (2007) e Para Olvidarte de Mí (2009).

## Conteúdo
| Vol. | Ano  | Álbum                        | Detalhes |
| ---- | ---- | ---------------------------- | --- |
| 01   | 2004 | Rebelde                      | A frase "Edição em Espanhol" presente na capa da versão original de 2004 foi removida da versão de relançamento de 2020. |
| 02   | 2005 | Nuestro Amor                 | A frase "Edição em Espanhol" presente na capa da versão original de 2005 foi removida da versão de relançamento de 2020. A faixa bônus do vídeo musical da canção "Nuestro Amor" não esteve presente na versão de 2020.                                       |
| 03   | 2005 | Rebelde (Edição Português)   | Na versão original de 2005, a frase em destaque na capa é "Edição Brasil", enquanto na versão de 2020 foi alterada para "Edição Português". |
| 04   | 2006 | Nosso Amor Rebelde           | A frase "Edição Brasil" presente na capa da versão original de 2006 foi removida da versão de 2020. A faixa bônus do vídeo musical da canção "Nosso Amor" não esteve presente na versão de 2020.                                                              |
| 05   | 2006 | Celestial                    | A faixa bônus "Rebels" que contém 4 temas prévios do álbum Rebels (2006) não foi incluído na versão de 2020. |
| 06   | 2006 | Celestial (Versão Português) | Na edição original de 2006, a frase em destaque na capa é "Versão Brasil", enquanto na edição de 2020 foi alterada para "Versão Português". |
| 07   | 2006 | Rebels                       | Na versão de 2006, a logo marca do grupo presente na capa e no disco do álbum está na cor rosa, enquanto na versão de 2020 a cor é branca. A faixa bônus "Celestial" que contém 4 temas prévios do álbum Celestial (2006) não foi incluído na versão de 2020. |
| 08   | 2007 | Empezar Desde Cero           | |
| 09   | 2009 | Para Olvidarte de Mí         | |